# Grundlovsdag (Norge)
 For alternative betydninger, se Grundlovsdag (flertydig). (Se også artikler, som begynder med Grundlovsdag)
Grunnlovsdag er Norges nationaldag, der ligger den 17. maj. Denne dag i 1814 underskrev og beseglede medlemmerne af Rigsforsamlingen på Eidsvoll landets grundlov. Forsamlingen valgte derefter regenten, prins Christian Frederik, til Norges konge.
Dette indledte en kort periode for Norge som uafhængig stat, før landet efter en kortvarig krig med Sverige måtte indgå våbenhvile gennem Mosskonventionen. Denne aftale indebar at Norge godtog en personalunion med Sverige, men beholdt Grunnloven med de ændringer som unionsindgåelsen gjorde nødvendige. Det medførte blandt andet at ordet "uafhængigt" i § 1 i den reviderede grundlov af 4. november 1814 blev erstattet med ordet "selvstændigt". Indenfor unionen beholdt Norge selvstændighed og separate statslige institutioner, bortset fra kongen og udenrigstjenesten.
17. maj er en officiel flagdag og offentlig helligdag med arbejdsfri i Norge. Børn og voksne omkring i hele Norge har siden slutningen af 1800-tallet fejret dagen mere end det som er normalt for mange andre landes nationaldagsmarkeringer, blandt andet med børneoptog. Nordmændene fejrer 17. maj også mange steder i udlandet.